# سرپاور پرنده شیشه‌ای
سرپاور پرنده شیشه‌ای (نام علمی: Hyaloteuthis) نام یک سرده از زیرخانواده چشم‌غلتان است.